# Brittany Brown
Brittany Brown   (Califòrnia, Estats Units, 18 d'abril de 1995) és una atleta estatunidenca, especialitzada en les proves de velocitat. Ha participat en 1 Olimpíada, guanyant la medalla de bronze en la prova dels 200m, als Jocs Olímpics de París. A més ha guanyat 1 medalla de plata als Campionats del Món de Doha i 1 medalla d'or als Campionats de Nord-amèrica, Centre-Amèrica i el Carib de 2022.

## Marques personals
| Disciplina     | Marca   | Seu     | Data                |
| -------------- | ------- | ------- | ------------------- |
| 100m llisos    | 10.90   | Eugene  | 7 de juliol de 2023 |
| 200m llisos    | 21.90   | Eugene  | 29 de juny de 2024  |
| 400m llisos    | 51.15   | Florida | 15 d'abril de 2023  |
| 4x100m relleus | 42.12   | Texas   | 1 d'abril de 2023   |
| 4x400m relleus | 3:24.82 | Texas   | 1 d'abril de 2023   |

## Trajectòria professional
| Jocs Olímpics     | Jocs Olímpics | Jocs Olímpics | Jocs Olímpics |
| Any               | Seu           | Posició       | Prova         |
| ----------------- | ------------- | ------------- | ------------- |
| 2024              | París         | 3             | 200m          |
| Campionat del Món |               |               |               |
| 2019              | Doha          | 2             | 200m          |
| 2023              | Budapest      | 7a posició    | 100m          |
| Campionat NACAC   |               |               |               |
| 2018              | Toronto       | 7a posició    | 200m          |
| 2022              | Freeport      | 1             | 200m          |